# Дар аль-харб

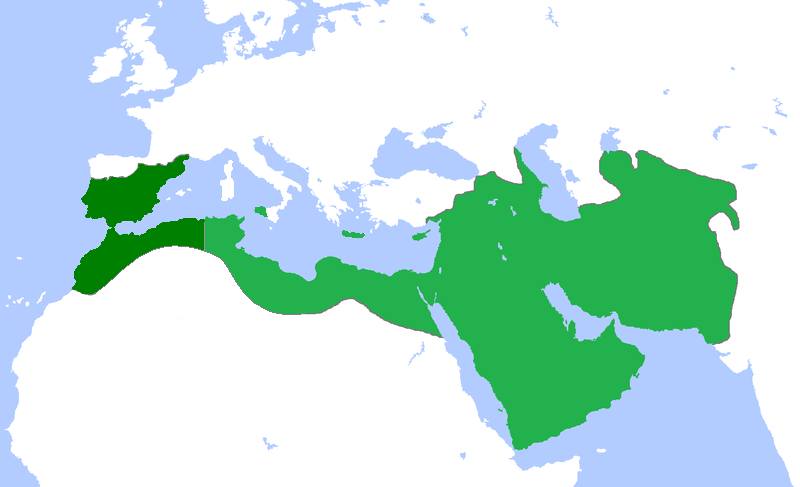
Територія Аббасидського халіфату та Кордовського емірату (темно-зелений), VIII століття

Дар аль-харб (араб. دار الحرب — територія війни) або дар аль-куфр (територія невіри) — позначення територій, що межують з Дар аль-ісламом (територія ісламу), лідери яких закликають прийняти іслам. До дар аль-харб не належать території, з якими мусульмани мають договір про ненапад і мир, тобто Дар ас-сульх (Дар аль-ахд — «територія миру»). Правознавці простежують концепцію Дар аль-харб з часів пророка Магомета (Мухаммада), який послав повідомлення перському, абісинському та візантійському монархам з вимогою вибору між прийняттям ісламу і війною (харб). 
Після того, як лідери Дар аль-харб приймають іслам, їхня територія стає частиною Дар аль-іслам, де царює ісламський закон. На думку більшості юристів, якщо на ісламській території ісламське право замінюється немусульманським, то воно стає територією війни. Як і інші класичні правові концепції, введення поняття Дар аль-харб обумовлене низкою історичних змін. Дана концепція не має серйозного значення сьогодні .
У колоніальний період серед мусульманських богословів обговорювалося статус колонізованих територій. Індійські мусульмани стверджували, що Британська Індія була частиною Дар аль-харб і мусульмани зобов'язані вести джихад проти британців. Також Дар аль-харбом вважався колонізований Алжир. Серед алжирських богословів виникла дискусія про обов'язок виїзду (хіджри) в Дар аль-іслам.